# خانه بیداری اسلامی
خانهٔ بیداری اسلامی یک مرکز علمی فرهنگی است که در جوار  خانه مشروطه اصفهان قرار گرفته‌است.

## دربارهٔ بنا
خانه بیداری اسلامی در ۱۹ مهرماه ۱۳۹۳ با حضور علی لاریجانی رئیس مجلس شورای اسلامی افتتاح شد. در این مراسم از گنجینه تاریخی اسناد خطی بیداری اسلامی رونمایی شد.

## اهداف از تأسیس این خانه
- تجمع نخبگان در موضوع بیداری اسلامی با دیدگاه تمدنی
- ایجاد قطبیت و مرجعیت پیرامون بحث‌های بیداری اسلامی[۳][۴]

## حوزه کاری
مهمترین موضوعات مورد بحث و بررسی در این مکان عبارتند از:
- تمدن نوین اسلامی
- اندیشه سیاسی و تاریخ معاصر ایران
- هویت شناسی
- سبک زندگی اسلامی
- الگوی اسلامی- ایرانی پیشرفت
- گفتگوی ادیان
- غرب‌شناسی و نحوه مواجهه با تجدد
- مبارزه با استعمار و استبداد[۵][۶]